# Maxomys baeodon
Maxomys baeodon é uma espécie de roedor da família Muridae.
Apenas pode ser encontrada na Malásia.